# 結局 Bye Bye Bye
「結局 Bye Bye Bye」（けっきょく バイ バイ バイ）は、平家みちよの9枚目のシングル。2001年2月7日発売。

## 概要
テレビ東京系『クイズ赤恥青恥』、『アイドルをさがせ!』エンディングテーマ。

## 収録曲
（全作詞・作曲：つんく）
1. 結局 Bye Bye Bye
編曲：河野伸
2. 雨・雨・夜
編曲：AKIRA
3. 結局 Bye Bye Bye（Instrumental）